# Либерату-Салзану
Либерату-Салзану (порт. Liberato Salzano)  —  муниципалитет в Бразилии, входит в штат Риу-Гранди-ду-Сул. Составная часть мезорегиона Северо-запад штата Риу-Гранди-ду-Сул. Входит в экономико-статистический  микрорегион Фредерику-Вестфален. Население составляет 5031 человек на 2006 год. Занимает площадь 245,629 км². Плотность населения — 20,5 чел./км².

## История
Город основан 1 июля 1964 года. 

## Статистика
- Валовой внутренний продукт на 2003 составляет 41.574.483,00 реалов (данные: Бразильский институт географии и статистики).
- Валовой внутренний продукт на душу населения на 2003 составляет 7.245,47 реалов (данные: Бразильский институт географии и статистики).
- Индекс развития человеческого потенциала на 2000 составляет 0,720 (данные: Программа развития ООН).